# الفن المقدوني (البيزنطي)

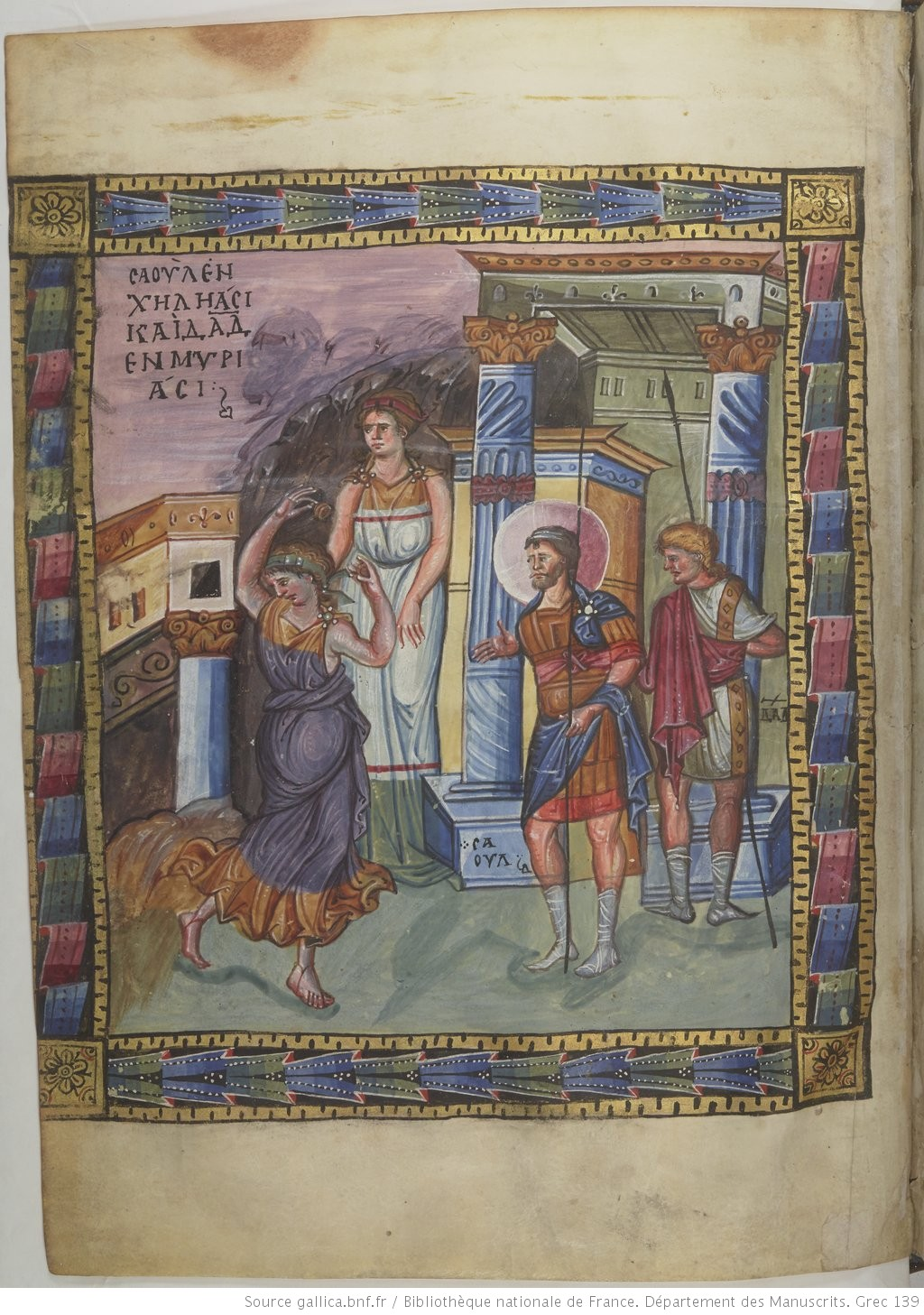
عودة داود المظفرة إلى أورشليم: إسرائيلي يرقص أمام الملك شاول وداود.

الفن المقدوني هو فن النهضة المقدونية ضمن الفن البيزنطي. تبعت هذه الفترة نهاية حرب الأيقونات البيزنطية واستمرت حتى سقوط الأسرة المقدونية، التي حكمت الإمبراطورية البيزنطية منذ عام 867 وحتى عام 1056، التي أسست الموضوع المقدوني (لا يجب الخلط بينه وبين مقدونيا في البلقان). تزامن مع النهضة الأوتونية في أوروبا الغربية. تحسن الوضع العسكري للإمبراطورية البيزنطية في القرنين التاسع والعاشر، وجرى إحياء الفن والعمارة.

## الرسم والموزاييك
كُلف ببناء كنائس جديدة مرة أخرى، وتوحد أسلوب الفسيفساء في الكنائس البيزنطية. توجد أفضل الأمثلة المحفوظة في دير هوسيوس لوكاس في البر الرئيسي لليونان وفي كاثوليكون نيا موني في جزيرة خيوس. ترتبط اللوحات الجصية المصنوعة بحرية في كاستيلسيبريو في إيطاليا من خلال العديد من مؤرخي الفن، بفن القسطنطينية من نفس الفترة الزمنية.
كان هناك إحياء للاهتمام بالأساليب والمواضيع الهلنستية الكلاسيكية، والتي تُعد مزامير باريس شاهدًا مهمًا عنها، وقد استُخدمت فيها تقنيات أكثر تعقيدًا لتصوير الشخصيات البشرية. هناك أسلوب طبيعي وتقنيات أكثر تعقيدًا جاءت من الفن اليوناني القديم ومن الفن الروماني وامتزجت بالمواضيع المسيحية المستخدمة في الفن.

## النحت
على الرغم من أن نحت النصب التذكارية هو أمر نادر للغاية في الفن البيزنطي، فقد شهدت الفترة المقدونية، ازدهارًا غير مسبوق لفن النحت العاجي. ما تزال العديد من اللوحات الثلاثية العاجية المزخرفة موجودة، والتي تمثل فيها اللوحة المركزية في كثير من الأحيان إما ديزيس (تمثيل ليسوع مثلما هو الحال في ثلاثية هاربافيل) أو ثيوتوكوس (والدة الإله مثلما هو الحال في ثلاثية لوتون هوو، التي يعود تاريخها إلى نقفور الثاني). من جهة أخرى، فإن الصناديق العاجية (لا سيما صندوق فيرولي من متحف فيكتوريا وألبرت) غالبًا ما تتميز بالزخارف اللا دينية للتقاليد الهلنستية، وبالتالي فهي تشهد على الذوق الكلاسيكي الخفي في الفن البيزنطي.
هناك عدد قليل من المباني الهامة التي صمدت من تلك الفترة. من المفترض أن كنيسة باسيل الأول المخصصة لعبادة والدة الإله في فاروس (لم تعد موجودة) هي بمثابة نموذج لمعظم المقدسات ذات صليب المربع في هذه الفترة الزمنية، بما في ذلك كنيسة دير هوسيوس لوكاس في اليونان، (نحو عام 1000)، ونيا موني من خيوس (وهو مشروع محبب لقسطنطين التاسع) ودير دافني بالقرب من أثينا (نحو عام 1050).